# Debitaż

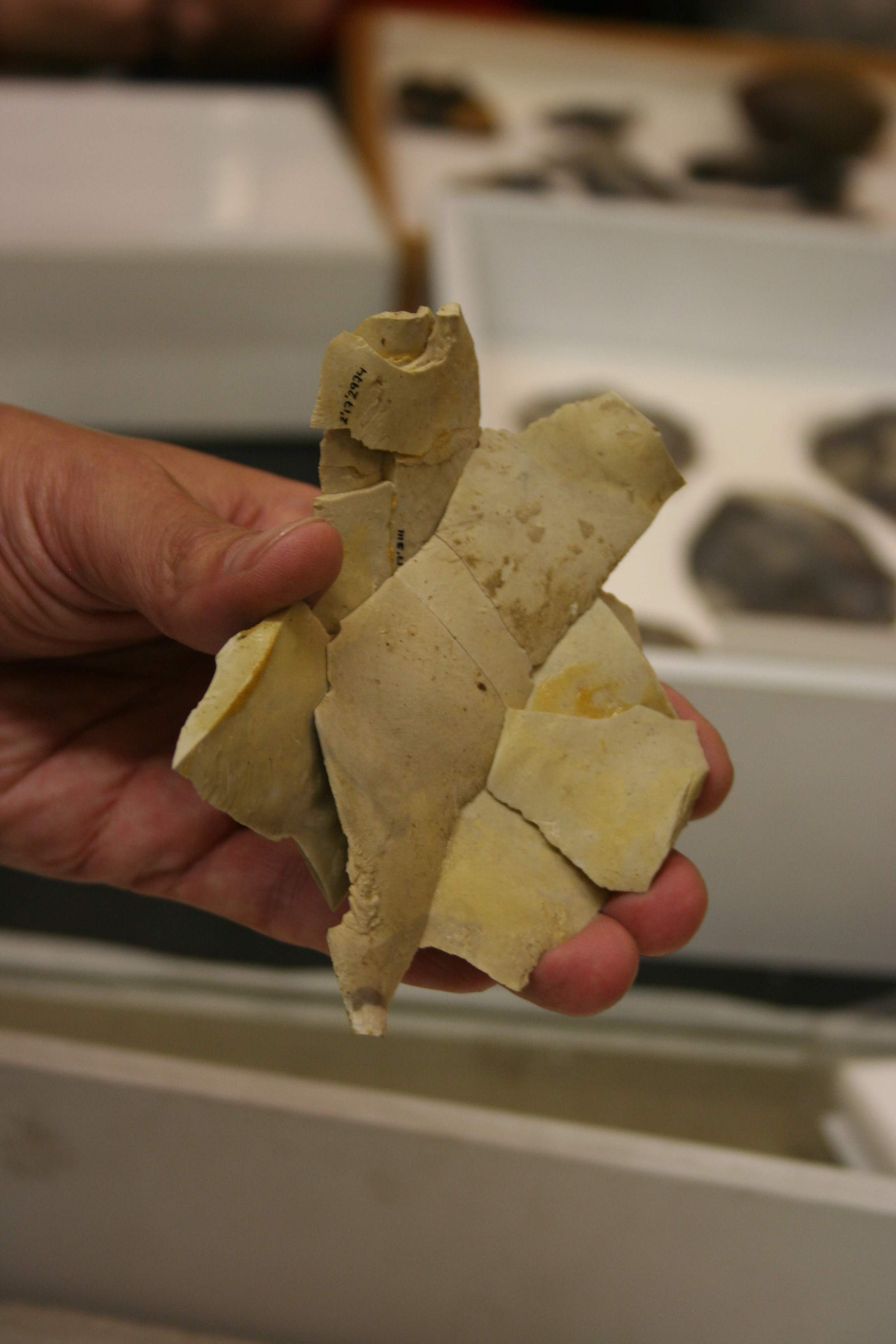
Przykład debitażu (odrzucone odpadki kamienne powstałe przy wytwarzaniu ręcznego topora).

Debitaż (ang. debitage) – resztki pozostałe po obróbce kamienia, stanowiące odpady powstające podczas produkcji narzędzi kamiennych. Dzięki analizie wszystkich zabytków kamiennych, zarówno artefaktów, jak i produktów debitażu, archeolog może zrekonstruować większość lub nawet wszystkie fazy produkcji narzędzia.